# Flagge Saint-Martins
Als französisches Überseegebiet ist die offizielle Flagge Saint-Martins die Flagge Frankreichs.

## Inoffizielle Flagge

Dubiose fiktionale „Martini-Flagge“ ohne nachweisbaren Bezug zu St. Martin

Seit Mitte der 1990er wird von einer inoffiziellen Flagge Saint-Martins berichtet, deren wirkliche Nutzung aber unklar ist, so sie überhaupt gezeigt wird. Auf blauem Hintergrund befindet sich oben ein weißes Dreieck, dessen untere Spitze in einen weißen Streifen mündet. Im Zentrum befindet sich ein rotes Dreieck und darüber eine halbe, gelbe Scheibe. Die Spekulationen über den Entwurf gehen über eine Flagge, die der touristischen Vermarktung Saint-Martins dienen sollte, aber nicht eingeführt wurde, bis zu der Vermutung, es handle sich schlicht um eine Erfindung ohne reellen Hintergrund. Letzteres scheint durch die Ähnlichkeit des Designs mit einem Glas Martini, was auf ein Wortspiel mit dem Inselnamen hindeutet, untermauert zu werden. Inzwischen taucht die Flagge aber immer wieder im Internet als „Flagge Saint-Martins“ auf, ohne aber von offizieller Seite je bestätigt worden zu sein.
Eine weitere Flagge, die aber den sonst üblichen Gegebenheiten bei französischen Überseegebieten entspräche, ist das Wappen Saint-Martins, das in auf eine weiße Flagge gesetzt wird. Auch diese Flagge ist von keiner offiziellen Stelle offiziell angenommen worden.